# Planchonella erringtonii
Planchonella erringtonii är en tvåhjärtbladig växtart som beskrevs av Marcel Marie Maurice Dubard. Planchonella erringtonii ingår i släktet Planchonella och familjen Sapotaceae. Inga underarter finns listade i Catalogue of Life.